# Ognon (affluent du lac de Grand-Lieu)
Pour les articles homonymes, voir Ognon (homonymie).
L'Ognon est une rivière française des départements de la Vendée et Loire-Atlantique, en région Pays de la Loire, affluent du lac de Grand-Lieu, donc sous-affluent de la Loire par l'Acheneau.

## Géographie
D'une longueur de 49,9 km, elle naît en Vendée, dans la commune de Saint-Sulpice-le-Verdon, à l'altitude 69 mètres, près des lieux-dits le Novelin  et l'Audrenière, à moins de 200 mètres de la route départementale D 763 et à moins de 2 kilomètres au sud-ouest de L'Herbergement.
Elle coule globalement du sud-sud-est vers le nord-nord-ouest et arrose Vieillevigne, La Planche, Montbert et Pont-Saint-Martin et La Chevrolière où elle débouche au nord-ouest du lac de Grand-Lieu, à l'altitude 1,5 mètre.

### Communes et cantons traversés
Dans les deux départements de la Vendée et de la Loire-Atlantique, l'Ognon traverse onze communes et cinq cantons :
- dans le sens amont vers aval : Saint-Sulpice-le-Verdon (source), L'Herbergement, Saint-André-Treize-Voies, Vieillevigne, la Planche, Montbert, le Bignon, Pont-Saint-Martin, les Sorinières, La Chevrolière et Saint-Aignan-Grandlieu (embouchure).

Soit en termes de cantons, l'Ognon prend source dans le canton de Rocheservière, traverse les canton d'Aigrefeuille-sur-Maine, canton de Vertou, canton de Saint-Philbert-de-Grand-Lieu et a son embouchure dans le canton de Bouaye.

### Bassin versant
Le bassin versant de l'Ognon couvre 185 km2, et fait partie du bassin versant du lac de Grand Lieu qui fait l'objet d'un schéma d'aménagement et de gestion des eaux (SAGE). Dans ce cadre, le sous-bassin versant de l'Ognon a une superficie de 174 km2, une partie du bassin versant de l'Ognon faisant partie du sous-bassin du lac de Granlieu.

## Affluents
L'Ognon a huit affluents :
- le Créchaud (rg) env 5 km sur les deux communes de Saint-André-Treize-Voies, Vieillevigne.
- le ruisseau Marceau (rd) env 3 km sur la seule commune de Vieillevigne.
- le ruisseau du Chaudry (rd) env 7 km sur les deux communes de Vieillevigne et La Planche avec un affluent :
  - le ruisseau des Plantes (rg) env 3 km sur les deux communes de Vieillevigne et La Planche.
- le ruisseau de la Doue (rg) env 3 km sur les deux communes de Vieillevigne et La Planche.
- le ruisseau du Bois (rd) env 5 km sur les deux communes de La Planche et Remouillé.
- le ruisseau la Filée (rd) env 5 km sur les deux communes de La Planche et Montbert.
- le ruisseau de la Patouillère (rd) env 4 km sur les deux communes de Saint-Aignan-Grandlieu et Pont-Saint-Martin.
- le ruisseau de la Chaussée (rg) env 7 km sur la seule commune de La Chevrolière.

## Hydrologie
En 2000, la qualité de l'eau de l'Ognon était altérée par l'activité humaine. La teneur en nitrates était très élevée (valeur à 90 % supérieure à 80 mg/l).